# Heterochaenia
Heterochaenia is een geslacht uit de klokjesfamilie (Campanulaceae). De soorten komen voor op het eiland Réunion.

## Soorten
- Heterochaenia borbonica Badré & Cadet
- Heterochaenia ensifolia (Lam.) A.DC.
- Heterochaenia fragrans H.Thomas, Félicité & Adolphe
- Heterochaenia rivalsii Badré & Cadet

... · 
Adenophora · 
Brighamia · 
Cyanea · 
Campanula (Klokje) · 
Campanulastrum · 
Delissea · 
Jasione · 
Legousia (Spiegelklokje) ·  
Lobelia (Lobelia) · 
Ostrowskia · 
Phyteuma (Rapunzel) · 
Trachelium · 
Wahlenbergia · 
...